# Scortechiniaceae
Scortechiniaceae är en familj av svampar. Scortechiniaceae ingår i ordningen Coronophorales, klassen Sordariomycetes, divisionen sporsäcksvampar och riket svampar.
| Scortechiniaceae | \| \| Euacanthe \| \| \| \| |
|                  | \| \| Euacanthe \| \| \| \| |
|                  | Nitschkiaceae               |
|                  |                             |
|                  | Chaetosphaerellaceae        |
|                  |                             |
|                  | Bertiaceae                  |
|                  |                             |
|                  | Lasiosphaeriopsis           |
|                  |                             |
|                  | Euacanthe                   |
|                  |                             |

|  | Euacanthe |
|  |           |